# Alashkert Football Club

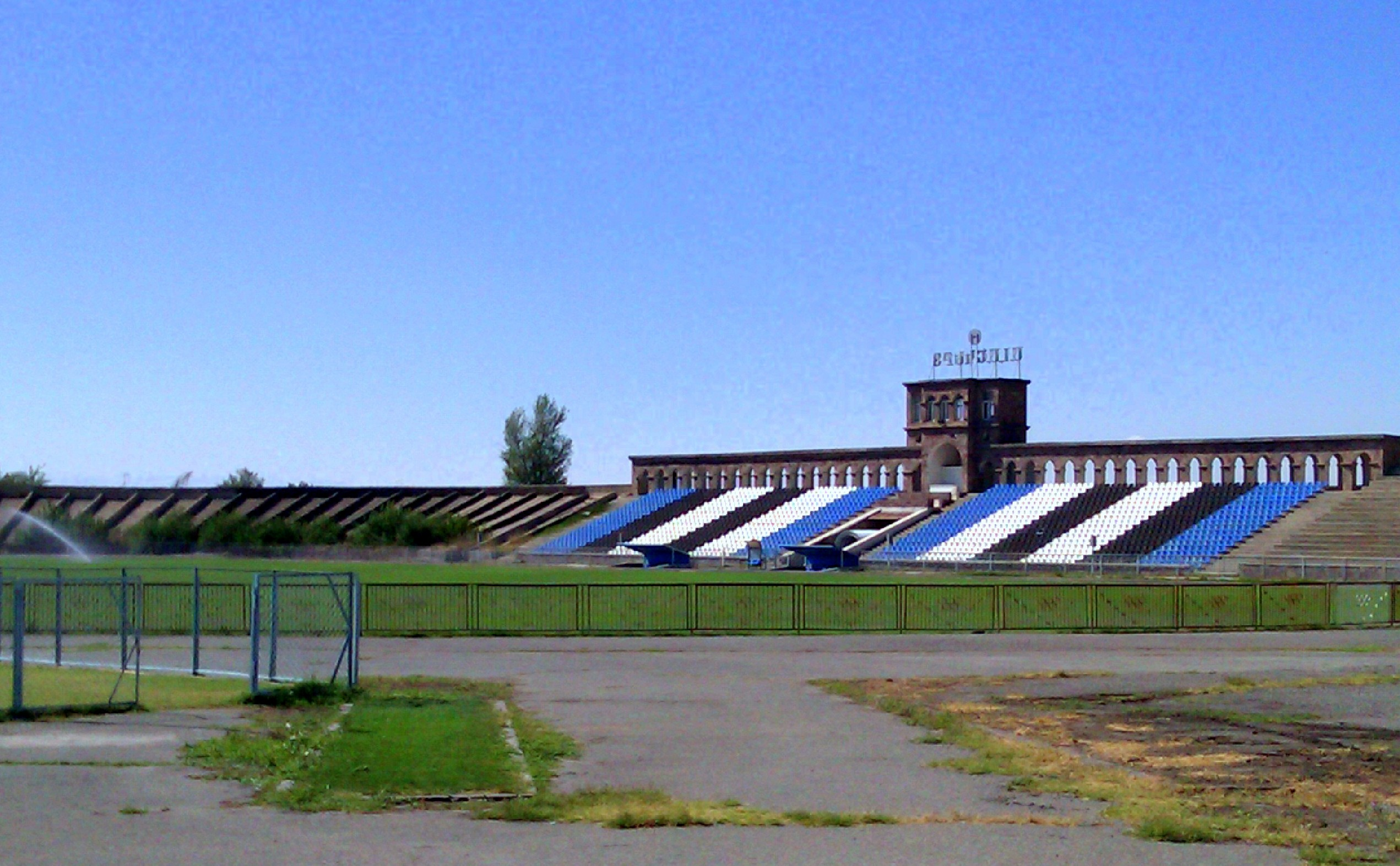
Alashkert Stadium

El Alashkert FC (en armenio: Ալաշկերտ Ֆուտբոլային Ակումբ) es un club de fútbol armenio de Geghark'unik', fundado en 1990. Aunque el club esté situado en Geghark'unik', juegan sus partidos como local en el Nairi Stadium en Ereván.

## Historia
En 1992, Alashkert jugó en la Liga Premier de Armenia terminando en la última posición. Tras esta temporada el equipo descendió a la Primera Liga de Armenia, aunque más tarde se retiró.
En 1998, Alashkert fue revivido y participó en la Primera Liga de Armenia terminando en sexta posición. En 1999 volvieron a no participar en la liga, y un año después en el 2000 el equipo se disolvió.

### Resurgimiento en 2011
El club fue refundado a finales del año 2011 por Bagrat Navoyan, el actual presidente del club. Entraron en la competición de la Primera Liga de Armenia de 2012-13, llegando a ganar el campeonato, por lo que el club jugará la Liga Premier de Armenia en la temporada 2013-14. En la temporada 2015/16 logran su primer título de liga en su breve historia después de su refundación.

## Estadísticas en liga
Estadísticas en liga del Alashkert FC:
| Año       | Nombre       | División                | Posición | PJ | G  | E  | P  | GF | GC | PTS |
| --------- | ------------ | ----------------------- | -------- | -- | -- | -- | -- | -- | -- | --- |
| 1990      | Alashkert FC | Liga SSR de Armenia     | 17       | 30 | 8  | 7  | 15 | 42 | 74 | 23  |
| 1991      | Alashkert FC | Liga SSR de Armenia     | 17       | 38 | 12 | 4  | 22 | 51 | 79 | 28  |
| 1992      | Alashkert FC | Liga Premier de Armenia | 24       | 22 | 5  | 2  | 15 | 38 | 58 | 12  |
| 1993–1997 | -            | no participó            | -        | -  | -  | -  | -  | -  | -  | -   |
| 1998      | Alashkert FC | Primera Liga de Armenia | 6        | 24 | 9  | 8  | 7  | 30 | 25 | 35  |
| 1999      | Alashkert FC | Primera Liga de Armenia | 10       | XX | XX | XX | XX | XX | XX | XX  |
| 2000–2011 | -            | no participó            | -        | -  | -  | -  | -  | -  | -  | -   |
| 2012–13   | Alashkert FC | Primera Liga de Armenia | 1        | 36 | 24 | 6  | 6  | 80 | 31 | 78  |
| 2013-14   | Alashkert FC | Liga Premier de Armenia | 8        | 28 | 6  | 6  | 16 | 38 | 69 | 24  |
| 2014-15   | Alashkert FC | Liga Premier de Armenia | 4        | 28 | 10 | 8  | 10 | 32 | 35 | 38  |

## Entrenadores
- Albert Ohanyan (1992)
- Albert Sarkisyan (2011–2013)
- Armen Sanamyan (2013)
- Armen Gyulbudaghyants (2013–2014)
- Abraham Khashmanyan (2014-2018)
- Varuzhan Sukiasyan (2018)
- Aram Voskanyan (2018–2019)
- Abraham Khashmanyan (2019-2020)
- Yegishe Malikyan (2020-2021)
- Abraham Khashmanyan (2021-)

## Palmarés
- Liga Premier de Armenia: 4

2015/16, 2016/17, 2017/18, 2020/21
- Primera Liga de Armenia: 1

2012/13
- Supercopa de Armenia: 2

2016, 2018

## Participación en competiciones de la UEFA
| Temporada | Torneo                        | Ronda   | Club                 | Casa | Visita     | Global      |
| --------- | ----------------------------- | ------- | -------------------- | ---- | ---------- | ----------- |
| 2015–16   | UEFA Europa League            | 1Q      | St. Johnstone        | 1–0  | 1–2        | 2–2 (a)     |
| 2015–16   | UEFA Europa League            | 2Q      | Kairat               | 2–1  | 0–3        | 2–4         |
| 2016-17   | UEFA Champions League         | 1Q      | Santa Coloma         | 3–0  | 0-0        | 3-0         |
| 2016-17   | UEFA Champions League         | 2Q      | Dinamo Tbilisi       | 1–1  | 0–2        | 1-3         |
| 2017-18   | UEFA Champions League         | 1Q      | Santa Coloma         | 1–0  | 1-1        | 2-1         |
| 2017-18   | UEFA Champions League         | 2Q      | BATE Borisov         | 1–1  | 1-3        | 2-4         |
| 2018-19   | UEFA Champions League         | 1Q      | Celtic               | 0–3  | 0–3        | 0–6         |
| 2018-19   | UEFA Europa League            | 2Q      | Sutjeska Nikšić      | 0–0  | 1–0        | 1–0         |
| 2018-19   | UEFA Europa League            | 3Q      | CFR Cluj             | 0–2  | 0–5        | 0–7         |
| 2019-20   | UEFA Europa League            | 1Q      | Makedonija GP        | 3–1  | 3–0        | 6–1         |
| 2019-20   | UEFA Europa League            | 2Q      | FCSB                 | 0–3  | 3–2        | 3–5         |
| 2020-21   | UEFA Europa League            | 1Q      | Renova               | 0–1  | –          | 0–1         |
| 2021-22   | UEFA Champions League         | 1Q      | Connah's Quay Nomads | 1–0  | 2–2        | 3–2 (t. s.) |
| 2021-22   | UEFA Champions League         | 2Q      | Sheriff Tiraspol     | 0–1  | 1–3        | 1–4         |
| 2021-22   | UEFA Europa League            | 3Q      | Kairat               | 3–2  | 0–0        | 3–2 (t. s.) |
| 2021-22   | UEFA Europa League            | 4Q      | Rangers              | 0–0  | 0–1        | 0–1         |
| 2021-22   | UEFA Europa Conference League | Grupo A | Maccabi Tel Aviv     | 1–1  | 1–4        | 4° Lugar    |
| 2021-22   | UEFA Europa Conference League | Grupo A | HJK                  | 2–4  | 0–1        | 4° Lugar    |
| 2021-22   | UEFA Europa Conference League | Grupo A | LASK                 | 0–3  | 0–2        | 4° Lugar    |
| 2022-23   | UEFA Europa Conference League | 1Q      | Ħamrun Spartans      | 1-0  | 1-4        | 2-4         |
| 2023-24   | UEFA Europa Conference League | 1Q      | Arsenal Tivat        | 1-1  | 6-1        | 7-2         |
| 2023-24   | UEFA Europa Conference League | 2Q      | Debrecen             | 0–1  | 2–1 (t.e.) | 2-2 (1-3 p) |